# Egliswil
Egliswil es una comuna suiza del cantón de Argovia, ubicada en el distrito de Lenzburg. Limita al norte con la comuna de Lenzburg, al noreste con Ammerswil, al este con Dintikon y Villmergen, al sur con Seengen, y al oeste con Seon.

## Imágenes

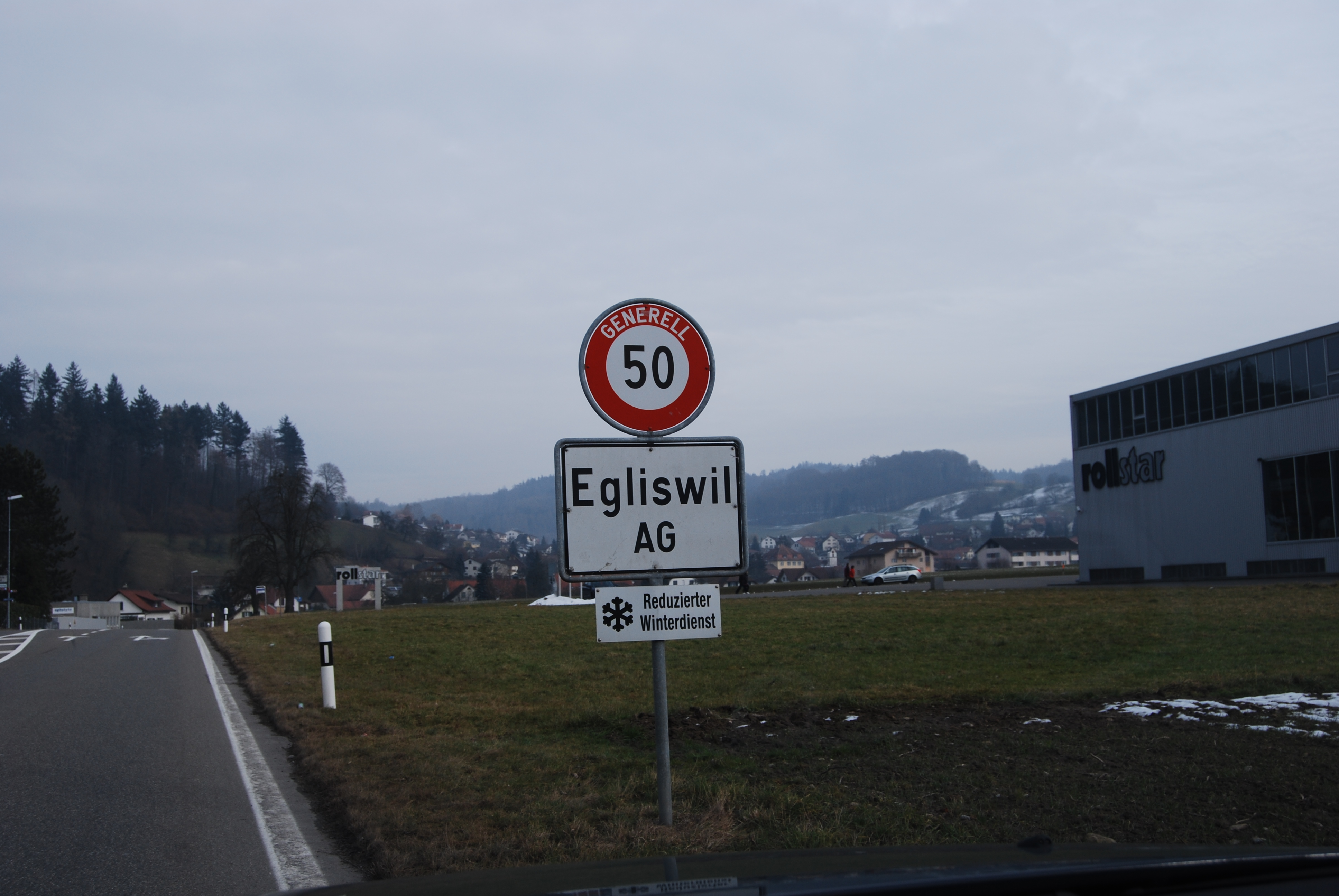
Ingreso a Egliswil.
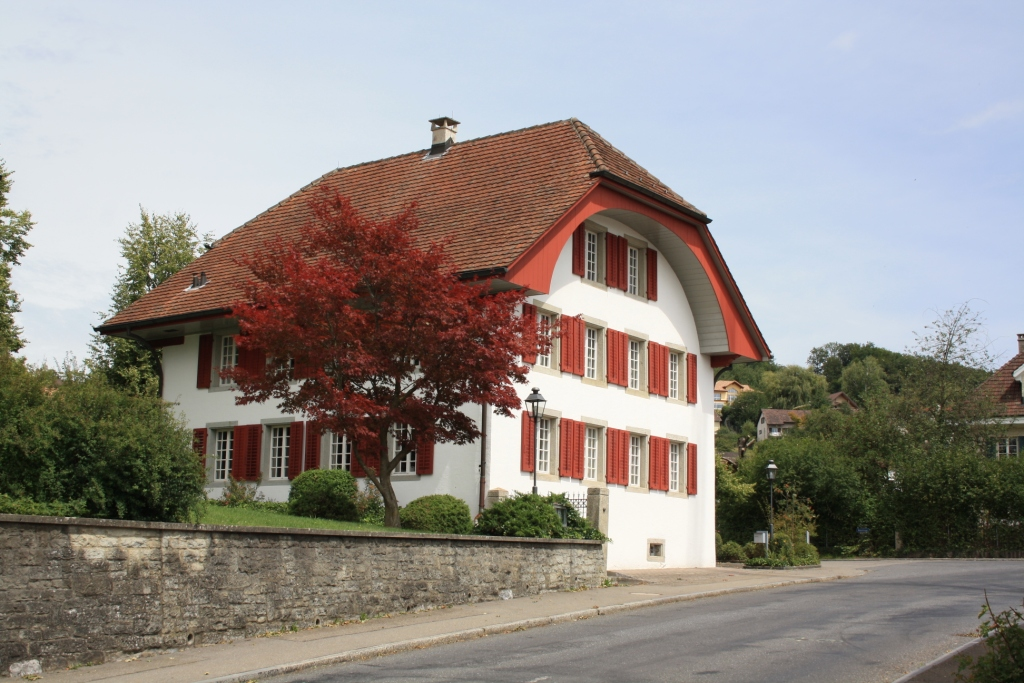
Edificio de la municipalidad de Egliswil.